# Алматинский аэровокзал
Алматинский аэровокзал — бывший центр обслуживания авиапассажиров Алматинского аэропорта, действовавший в 1976—2000 годах, расположенный в центре города по адресу ул. Жибек Жолы, дом 111.

## История
Здание аэровокзала было построено в 1976 году на улице Горького угол проспекта Мира в комплексе с многоэтажным зданием Казахского управления гражданской авиации. Авторами проекта аэровокзала являются архитекторы А. Котов, И. Щевелева и А. Леппик, инженером был Н. Кривошеин.

## Функциональное назначение
Алматинский аэровокзал производил продажу билетов и регистрацию пассажиров, занимался оформлением авиабагажа и осуществлял доставку пассажиров к трапу самолетов.
Для прибывавших на аэровокзал пассажиров были предусмотрены билетные кассы, стойки регистрации, пункт сдачи багажа и автобусные рейсы, доставлявшие их напрямую к трапу самолёта.

## Архитектурные особенности
Прямоугольное двухэтажное здание аэровокзала имеет двусветный просторный зал вестибюля. Мощные пилоны поддерживают цельное перекрытие. В отделке использованы искусственные и природные отделочные материалы. В качестве солнцезащиты применены орнаментированные металлические решетки установленные на прямоугольных окнах. Две широкие лестницы связывают зал ожидания со вторым этажом, где находились буфет, узел связи и служебные помещения. Потолок зала покрыт профилированными алюминиевыми плитами, которые также закреплены снаружи здания, за остеклением.
В первой половине 2000-х годов аэровокзал прекратил свою деятельность. С тех пор здание аэровокзала используются под торговлю. Основу ассортимента составляют аксессуары для мобильных телефонов, а также различные услуги по их ремонту. Торговля ведётся на всех трёх уровнях (подвал, первый и второй этажи) здания.

## Памятник архитектуры
10 ноября 2010 года был утверждён новый Государственный список памятников истории и культуры местного значения города Алматы, одновременно с которым все предыдущие решения по этому поводу были признаны утратившими силу. В этом Постановлении был сохранён статус памятника местного значения зданию аэровокзала. Границы охранных зон были утверждены в 2014 году. Однако уже в феврале 2015 года был исключён из числа памятников архитектуры.